# 詩学 (アリストテレス)
『詩学』（しがく、古希: Περὶ ποιητικῆς、古代ギリシア語ラテン翻字: Peri poietikês、羅: De Poetica、英: Poetics）は、詩作について論じた古代ギリシャの哲学者アリストテレスの著作。原題の「ペリ・ポイエーティケース」は、直訳すると「創作術について」、意訳すると「詩作（ポイエーシス）の技術について」といった程度の意味。
彼の著作中では、『弁論術』と共に、制作学（創作学）に分類される著作である（どちらも「修辞・文芸」的要素と「演劇」的要素の組み合わせによって成り立っている）。またプラトンによる『国家』第10巻と共に、文芸論・物語論・演劇論の起源とされている。

## 予備知識

### 詩（ポイエーシス）
古代ギリシャでは、広く「作ること（創作・作成）」全般を意味する「ポイエーシス」（希: ποίησις）という語が、やがて専ら「詩作」を、さらには「詩」そのものを意味する語にもなった（英語のpoetry等の語源）。また「作者（創作者・作成者）」全般を意味する「ポイエーテース」（希: ποιητής）という語も、専ら「詩の創作者」としての「詩人」を意味するようになった（英語のpoet等の語源）。それほど古代ギリシャにおける創作芸術において、「詩（詩作）」の占める比重は大きかった。
というのも、古代ギリシャにおいては、（もちろんギリシャに限らず他の古代文明も少なからずそうだが）韻文で文芸作品（ムーシケー）を作り、それに節をつけて歌ったり、劇として演じるといった営みが当たり前だったので、「詩」という概念が（文芸・歌謡・演劇を含む）今日よりもはるかに広い範囲に適用されていたからである。
したがって、「ポイエーテース」（希: ποιητής）は、「詩人」の他に「作家 (韻文作家)」と翻訳されたりもする。（なお、それと対を成す「散文作家」を表す語としては、「シュングラペウス」（希: συγγραφεύς）や「ロゴポイオス」（希: λογοποιός）などがある。）

### 詩・詩人の分類
詩（ポイエーシス）の主な種類としては、
- 叙事詩（希: ἔπος, エポス、ἐπικός, エピコス、英: epic） - ホメロス『イーリアス』『オデュッセイア』など。
  - 讃歌（希: ὕμνος, ヒュムノス、英: hymn） - 『ホメーロス風讃歌』など。
    - パイアン（希: παιάν） - アポローン讃歌。
    - ディテュランボス（希: διθύραμβος） - ディオニューソス讃歌。

  - 哀歌・悲歌・挽歌（希: θρῆνος, トレーノス、英: threnody / 希: ἐλεγεία, エレゲイア、英: elegy） - 6韻脚と5韻脚の組み合わせ。笛を伴奏とする。
  - 風刺歌（希: ψόγος, プソゴス、英: psogos / 希: ἰαμβεῖον, イアンべイオン、英: iambic）
  - パローディア（希: παρῳδία、英: parody） - 滑稽化叙事詩。『蛙鼠合戦』など。
- 抒情詩（希: μέλος, メロス、μελική, メリケー、英: melos, melic / 希: λυρική, リュリケー、英: lyric） - リュラ（λύρα、竪琴）の伴奏で謳われたことから。
  - 頌歌（希: ἐγκώμιον, エンコーミオン、英: encomium / 希: ᾠδή, オーデー、英: ode）
- 劇詩（希: δράμα, ドラマ、英: drama）
  - サテュロス劇（希: Σατυρικό δράμα ） - 悲喜劇の一種。
  - 悲劇（希: τραγῳδία, トラゴーディア、英: tragedy）
  - 喜劇（希: κωμῳδία, コーモーディア、英: comedy）

などがある。
詩人（ポイエーテース）は基本的に上記の分類に沿って「〇〇詩人」と表現されるが、叙事詩の詩人に関しては、歴史的に
- 吟遊詩人（希: ἀοιδός, アオイドス、英: aoidos）
- 吟誦詩人（希: ῥαψῳδός, ラプソードス、英: rhapsode）

という区別がある。

### プラトンとアリストテレスによる評価の差異
アリストテレスの師であるプラトンは、『ソクラテスの弁明』『イオン』『国家』第10巻などで述べているように、詩（創作）の魅力は認めるものの、それは「弁論術・論争術・ソフィストの術（詭弁術）」や「絵画の術」と同じように、対象の真実についての知識や技術を持ち合わせないままそれを（感覚・感情・快楽を刺激するように誇張的に）「模倣」（真似）して、人々の魂を誘導し、対象の真実から遠ざけていってしまうものであり、また更にそれを扱う詩人（作家）の中にも、弁論家・ソフィストと同じようにそのことに無自覚で、それらの術を以て知りもしないことを知っていると思い込んでいる傲慢な者が少なからずいるとして、批判的に扱っている。
それに対してアリストテレスは、『弁論術』の場合と同じく、プラトンの考え方を引き継ぎつつも、それを肯定的に捉え直そうと努めている。すなわち「模倣」（再現）を行い、「模倣」（再現）によって学び（真似び）、また「模倣」（再現）されたものを見て悦ぶというのは、人間の本性に根ざした自然な傾向であるとして、詩作をそうした人間性質の反映の一種（「人間の営為」の「模倣」（再現））として捉え、その性質の完成という目的（テロス）に向けた発展過程として、詩作的営みの全体像を説明しようとしている（第4章）。したがって、本書『詩学』において、アリストテレスの関心と記述は専ら、詩作の最も発展成熟した形態としての「悲劇」とその構造分析に費やされている。

### 散逸した第2巻
『詩学』には散佚した第2巻があり、その内容は「喜劇」論だったとする説がある。
10世紀ごろ成立の著者不明の詩学書『コワスラン論考』（17世紀フランスのコワスラン公爵が旧蔵した写本）は、その第2巻を踏まえて書かれた可能性があり、19世紀から説の支持者に注目されている。
結局のところ、アリストテレスの「喜劇」に対する評価や、「悲劇」と「喜劇」に対する評価の差は、正確には分からない。そこでウンベルト・エーコの『薔薇の名前』のように、「アリストテレスはひょっとしたら、「悲劇」よりも「喜劇」をより高く評価していたのかもしれない」という仮説に基づく文学作品も存在している。

## 構成
全26章から成る。
- 第1章 - 論述の範囲、詩作と再現、再現の媒体について。
- 第2章 - 再現する対象の差異について。
- 第3章 - 再現の方法の差異について、劇という名称の由来について、悲劇・喜劇の発祥地についてのドーリス人の主張。
- 第4章 - 詩作の起源とその発展について。
- 第5章 - 喜劇について、悲劇と叙事詩の相違について。
---
- 第6章 - 悲劇の定義と悲劇の構成要素について。
- 第7章 - 筋の組み立て、その秩序と長さについて。
- 第8章 - 筋の統一について。
- 第9章 - 詩と歴史の相違、詩作の普遍的性格、場面偏重の筋、驚きの要素について。
- 第10章 - 単一な筋と複合的な筋について。
- 第11章 - 逆転と認知、苦難について。
- 第12章 - 悲劇作品の部分について。
- 第13章 - 筋の組みたてにおける目標について。
- 第14章 - おそれとあわれみの効果の出し方について。
- 第15章 - 性格の描写について。
- 第16章 - 認知の種類について。
- 第17章 - 悲劇の制作について―矛盾・不自然の回避、普遍的筋書きの作成。
- 第18章 - ふたたび悲劇の制作について―結び合わせ、解決、悲劇の種類。
---
- 第19章 - 思想、語法について。
- 第20章 - 語法について。
- 第21章 - 詩的語法に関する考察。
- 第22章 - 文体（語法）についての注意。
---
- 第23章 - 叙事詩について。―その一
- 第24章 - 叙事詩について。―その二
- 第25章 - 詩に対する批判とその解決。
- 第26章 - 叙事詩と悲劇の比較。

## 内容
本作における詩とは韻文のことで、今日の詩とは意味・範囲が異なる。当時は散文は盛んでなく、文学作品のほとんどが韻文で書かれていた。
本作では、詩を、用いられる言語・調子・旋律等の様態（英: matter）や、登場人物の特徴等によって示される悲劇・喜劇等の課題（英: subjects）、また、「語りのみ」、「語りの中に、時に直接会話が現れるもの」、「語りがなく、直接会話のみで構成されているもの」等、再現の手法（英: method）等の指標によりジャンル分けしている。
また、例えば、悲劇の要素は次のようなものであるとし、それぞれの在り方を解説している。
- 筋（希: μῦθος, ミュートス、英: plot, プロット）
- 人物（希: ἦθος, エートス、英: charactor, キャラクター）
- 思想（希: διάνοια, ディアノイア、英: thought, theme, テーマ）
- 語法（希: λέξις, レクシス、英: diction）
- 旋律（希: μέλος, メロス、英: melody, メロディ）
- 視覚的装飾（希: ὄψις, オプシス、英: spectacle, スペクタクル）

その他、主要な要素として、
- 模倣・再現（希: μίμησις, ミメーシス）
- 精神の浄化（希: κάθαρσις, カタルシス）
- 急転・どんでん返し（希: περιπέτεια, ペリペテイア）
- 認知・発見（希: ἀναγνώρισις, アナグノーリシス）
- 錯誤（希: ἁμαρτία, ハマルティア）

等を挙げている。
特徴として、「模倣」または「再現」と訳される「ミメーシス」の概念が繰り返し強調されていることがあげられる。
また悲劇（劇詩）を抒情詩や叙事詩などより上位に位置づけていて、文学の最高形態に位置づけている。悲劇は上演を見なくても読むだけで十分であるという考えは、すでに写本が普及していた当時の文化の状況をあらわすに過ぎないという（岩波文庫版の解説より）。
ホメロスの偉大さは、その叙事詩が劇文学への道を切り開いたがゆえにあるとも論じている。

## 日本語訳
- 『アリストテレス 詩学』 三浦洋訳、光文社古典新訳文庫、2019年
- 『アリストテレス全集18 弁論術　詩学 [5]』 堀尾耕一・野津悌・朴一功訳、岩波書店、2017年
- 『アリストテレース 詩学／ホラーティウス 詩論』 松本仁助・岡道男訳、岩波文庫、1997年、ワイド版2012年
  - 『アリストテレース 詩学』 <世界思想ゼミナール>世界思想社、1985年（旧版）
- 『アリストテレス 詩学』 藤沢令夫訳、「世界古典文学全集16」筑摩書房、1968年
  - 『アリストテレス 詩学』 田中美知太郎責任編集「世界の名著8」中央公論社、1972年（別版）
- 『アリストテレス 詩学 <世界の大思想2>』村治能就訳、河出書房新社、1966年、オンデマンド版2004年

以下は旧訳版
- 『アリストテレス全集 17 詩学』 今道友信訳、岩波書店、1972年
- 『アリストテレス 詩学 <世界大思想全集 哲学・文芸思想篇21>』 北条元一・登張智雄訳、河出書房、1960年
- 『アリストテレス 詩学 (芸術学)』 安倍保訳、碓氷書房、1950年
- 『アリストテレス 詩学』 松浦嘉一訳、<哲学古典叢書1>岩波書店 1924年、岩波文庫（改訂版）1949年